# Game Industry Conference
Game Industry Conference (GIC) – coroczne spotkanie profesjonalnych producentów gier komputerowych w Poznaniu. Zjazd podzielony jest na część ekspozycyjną, spotkania networkingowe oraz wykłady i dyskusje prowadzone przez zawodowych twórców gier komputerowych na tematy takie jak: audio, biznes, game design, grafika, programowanie, produkcja, PR i marketing, QA i lokalizacja. Game Industry Conference organizowane jest wspólnie z Poznań Game Arena na terenie Międzynarodowych Targów Poznańskich. GIC odbywa się w pawilonie numer 15.
Wykłady na Game Industry Conference są prowadzone przez osoby z takich firm jak Google, GOG, Epic Games, Unity Technologies, Crytek, Bandai Namco Entertainment, CD Projekt RED, Techland, 11 bit studios i wielu innych. Bilety wstępu na PGA umożliwiają także udział w wykładach na Game Industry Conference. Sale wykładowe określane są nazwami najhojniejszych sponsorów.
Podczas Game Industry Conference odbywają się także targi pracy do branży tworzenia gier – określane jako GeekCareers. Na oficjalnej stronie podawana jest informacja, że w 2017 roku jedna z rekrutujących firm zatrudniła 5 osób tylko z GIC. Tego samego roku rekrutowało 7 firm, z czego średnio spotkało się z nimi na targach po 52 kandydatów (w tym 11% spoza Polski).
13 października 2018 roku odbyła się gala organizowana przez GIC oraz PGA, na której ogłoszono laureatów nagród Central & Eastern European Game Awards 2018.

## Historia
Game Industry Conference zaczynało jako nieformalne spotkanie kilkunastu programistów, pod nazwą Zjazd Twórców Gier. W pierwszej konferencji, która odbyła się 8 sierpnia 2008, wzięło udział zaledwie 13 uczestników. Ta edycja odbyła się w salach konferencyjnych domu studenckiego w Krakowie.
Kolejne konferencje odbyły się w Warszawie w 2009 r. (42 uczestników), Gdańsku w 2010 r. (215 uczestników) i Łodzi w 2011 r. (232 uczestników). W 2012 roku po raz pierwszy konferencja odbyła się w Poznaniu przy Poznań Game Arena i zgromadziła wówczas 1600 uczestników. Od tego czasu kolejne edycje organizowane są już co roku w Poznaniu. ZTG2013 zgromadziło 2040 uczestników, natomiast na ZTG2014 pojawiło się już ponad 3050 osób,  w tym 37 międzynarodowych mówców. Duża ilość zagranicznych uczestników i mówców w kolejnych edycjach sprawiła, że od 2015 roku zmieniono nazwę na Game Industry Conference. W latach 2016 i 2017 liczba gości wynosiła kolejno 2940 i 3050.